# Фёдоровское сельское поселение (Краснодарский край)
Фёдоровское сельское поселение — муниципальное образование в Абинском районе Краснодарского края России.
В рамках административно-территориального устройства Краснодарского края ему соответствует Фёдоровский сельский округ.
Административный центр — станица Фёдоровская.

## Население
| 2010  | 2012  | 2013  | 2014  | 2015  | 2016  | 2017  |
| ----- | ----- | ----- | ----- | ----- | ----- | ----- |
| 4375  | ↘4371 | ↗4385 | ↗4441 | ↘4422 | ↗4436 | ↗4466 |
| 2018  | 2019  | 2020  | 2021  | 2023  |       |       |
| ↘4427 | ↘4417 | ↗4438 | ↗4523 | ↘4442 |       |       |

## Населённые пункты
В состав сельского поселения (сельского округа) входят 6 населённых пунктов:
| № | Населённый пункт | Тип населённого пункта | Население (чел.) |
| - | ---------------- | ---------------------- | ---------------- |
| 1 | Фёдоровская      | станица                | ↗2081            |
| 2 | Васильевский     | хутор                  | ↘248             |
| 3 | Екатериновский   | хутор                  | ↗1701            |
| 4 | Косовичи         | хутор                  | ↘8               |
| 5 | Покровский       | хутор                  | ↘74              |
| 6 | Свердловский     | хутор                  | ↘263             |